# Équipe de France de rugby à XIII
Pour les articles homonymes, voir Équipe de France de rugby et Équipe de France.
Cet article traite de l'équipe masculine professionnelle. Pour l'équipe féminine, voir Équipe de France de rugby à XIII féminin, pour l'équipe masculine amateure voir Équipe de France amateure de rugby à XIII
L'équipe de France de rugby à XIII, surnommée les "Coqs" ou les "Tricolores", est l'équipe qui représente la France dans les principales compétitions internationales du rugby à XIII. Elle regroupe les meilleurs joueurs français sous l'égide de la Fédération française de rugby à XIII. D'autres équipes représentent la France dans les compétitions internationales de rugby à XIII : l'équipe féminine, l'équipe en fauteuil, des moins de dix-neuf ans, etc.
En 1934, de nombreux joueurs de rugby à XV rejoignent le rugby à XIII et forment les Pionniers sous l'initiative de Jean Galia. Cette sélection effectue une tournée en Angleterre qui marque les débuts de la sélection nationale. Le rugby à XIII prend alors de l'importance en France puisque de nombreux joueurs de rugby à XV changent de code pour le rugby à XIII, toutefois l'élan est stoppé par la Seconde Guerre mondiale et les instances au sein du régime de Vichy qui interdisent la pratique du rugby à XIII au détriment du rugby à XV. Au retour de la guerre, le rugby à XIII est ré-instauré sans pouvoir prétendre à un quelconque dédommagement des instances de rugby à XV qui les ont dépossédés de leurs biens et les obligent à nommer leur sport "jeu à XIII".
Populaire, l'équipe de France devient l'une des meilleurs sélections dans les années 1950 et 1960 comptant dans ses rangs de nombreux joueurs talentueux comme Puig-Aubert, Max Rousié, Raymond Contrastin ou Jean Dop. Seule nation non-anglophone à avoir atteint une finale de coupe du monde (en 1954 et 1968), la France a également remporté à sept reprises la coupe d'Europe des Nations (1939, 1949, 1951, 1952, 1977, 1981, 2005 et 2018). Bien qu'occupant la sixième place au classement des équipes nationales en 2017, la France est en recul en termes de résultats depuis les années 1980 vis-à-vis des sélections australienne, anglaise et néo-zélandaise. Un recul à relativiser à la fin des années 2010, qui est d'ailleurs peut être celui du rugby français en général,  si on prend comme point de comparaison les résultats de son homologue de rugby à XV (neuvième place au classement des équipes nationales de rugby en novembre 2017). 
Le quotidien « Le Monde » estimant même en 2017 que : « l’Australie, la Nouvelle-Zélande et l’Angleterre ont déjà remporté le titre mondial aussi bien à XIII qu’à XV. A l’inverse de la France, qui semble à présent aussi éloignée d’une consécration dans l’une que dans l’autre de ces disciplines ».

## Histoire

### Origines du rugby à XIII en France et mise en place de l'équipe de France

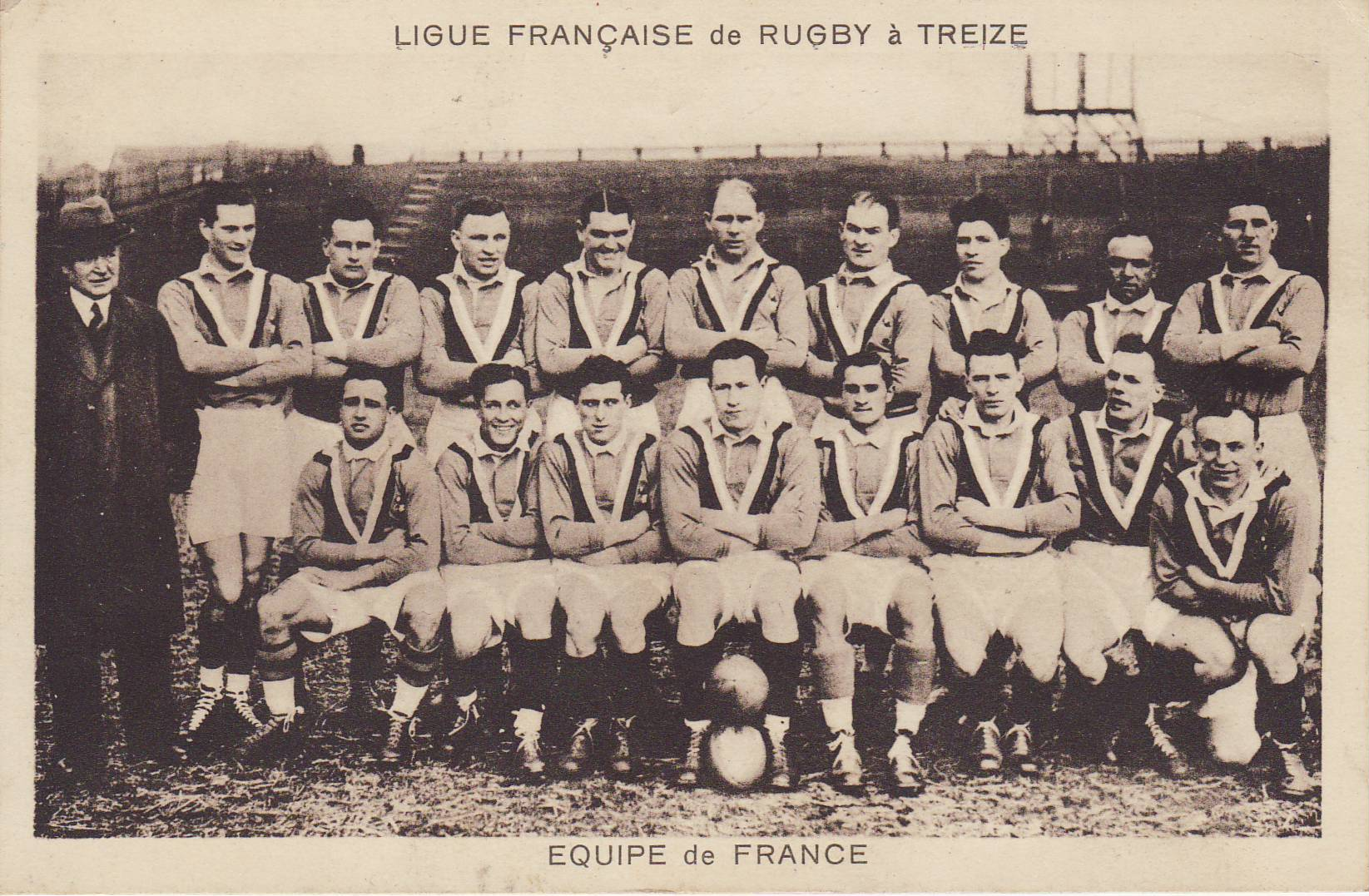
Photo des Pionniers en 1934.

En 1933, l'Angleterre et l'Australie s'affrontent à Paris dans un cadre amical, il s'agit du premier match de rugby à XIII organisé sur le territoire français, il est remporté par l'Australie 63-13 devant près de 5 000 spectateurs. À cette période, le rugby à XV français rencontre de nombreux problèmes où depuis 1931 son équipe nationale est exclue du tournoi des cinq nations en raison du professionnalisme de certains joueurs et du jeu violent pratiqué sur les terrains (cette suspension prendra fin le 7 juillet 1939). Jean Galia, international quinziste et champion de boxe français, décide de mettre en place une équipe de France de rugby à XIII et d'effectuer une tournée de six matchs en Angleterre pendant l'année 1934 à la demande de la Rugby Football League (RFL) la fédération anglaise de rugby à XIII. Galia, radié de la Fédération française de rugby à XV en janvier 1933 pour non-respect contesté des règles de l'amateurisme et également pour ses mauvais rapports avec ces derniers, fait appel à 17 joueurs qui se trouvent également en délicatesse avec la fédération du XV, cette équipe appelée « Les Pionniers » (dont le capitanat et le management revient à Galia) dispute six matchs en mars 1934 en Angleterre avec un bilan de deux victoires et quatre défaites face à des équipes anglaises. Ceci marque le coup d'envoi du rugby à XIII en France avant même qu'une fédération voit le jour.

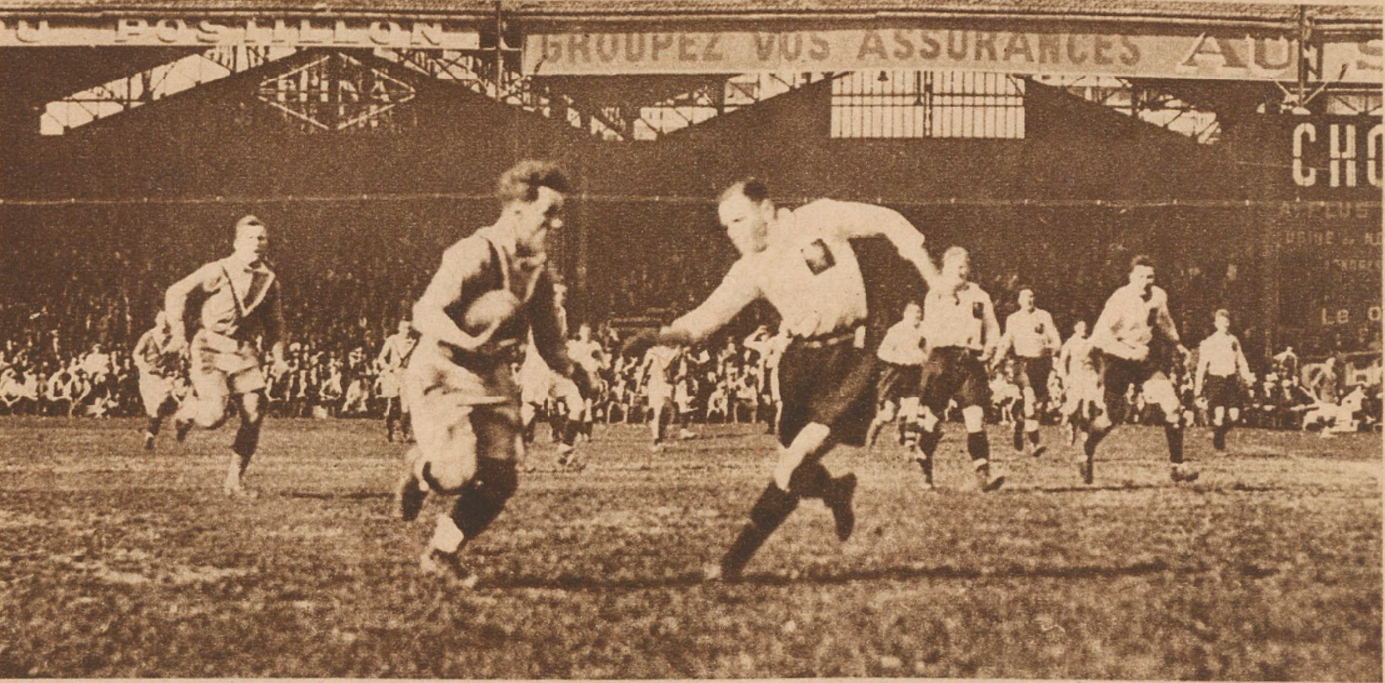
Débordement de l'ailier français Lambert vis à vis de l'Anglais Smith

Le premier match de la sélection française disputé en France se tient le 15 avril 1934 contre l'Angleterre que ces derniers remportent 32-21 devant près de 20 000 spectateurs à Paris une semaine après la création de la Ligue française de rugby à XII. Dans les années 1930, la France dispute trois à quatre rencontres par années, elle parvient à battre pour la première fois le pays de Galles en 1935 à Bordeaux (18-11), à tenir en échec l'Angleterre la même année à Paris (15-15) avant de les battre la première fois en 1939 à St-Helens (12-5). Ce succès contre l'Angleterre est suivi d'un autre contre le pays de Galles (19-7) à Bordeaux en 1939, qui permet à la France de conquérir leur premier titre majeur, à savoir la coupe d'Europe des nations. Le succès au rugby à XIII en France se veut croissant jusqu'au début de la Seconde Guerre mondiale puisqu'en 1939 la ligue française compte près de 225 clubs à travers son territoire. Cependant, l'arrivée de cette guerre met un terme à la sélection française jusqu'en 1946.

### L'interdiction du régime de Vichy
Le 3 septembre 1939, la France entre en guerre contre l'Allemagne mais signe finalement l'armistice du 22 juin 1940. Tout d'abord, le comité d'étude de professionnalisme et d'amateurisme instauré par le régime de Vichy et collaborant avec les instances dirigeantes du rugby à XV conclut le 4 octobre 1940 que « Les sports professionnels sont tous supprimés. Un délai de trois ans est accordé au Football, au Cyclisme, à la Boxe et à la Pelote Basque... Pour les autres, Tennis, Lutte, Rugby à XIII, c'est à effet immédiat, ou plutôt le temps que le Commissariat Général puisse aviser les Fédérations intéressées » et d'ajouter le 10 octobre qu'« En raison de la nouvelle organisation du Rugby français, dont le statut est en préparation, les clubs sont avisés que toutes les compétitions de la Ligue sont annulées. En ce qui concerne les cautions, les clubs qui en ont versé seront remboursés en temps opportun. Enfin, il est recommandé aux sociétés de la Ligue de jouer entre elles dès Dimanche au Rugby à XV, de façon à s'adapter le plus tôt possible aux règles du jeu ». Finalement, un décret le 19 décembre de la même année dissout tout simplement la Ligue française de rugby à XIII.

### Redémarrage du rugby à XIII après guerre
Après l'ordonnance d'Alger du 2 octobre 1943 et l'abrogation de tous les textes promulgués depuis le 17 juin 1940, le rugby à XIII est ré-instauré, tout d'abord une réunion à Toulouse le 17 septembre 1944 est organisée autour du nouvel avenir du rugby à XIII, en 1945 le championnat et la coupe de France ont repris leurs droits puis le 13 juillet 1947 la création de la Fédération Française de Jeu à XIII est effective. La sélection renoue avec la compétition en affrontant l'Angleterre le 23 février 1946 à Swinton (battue 6-16).

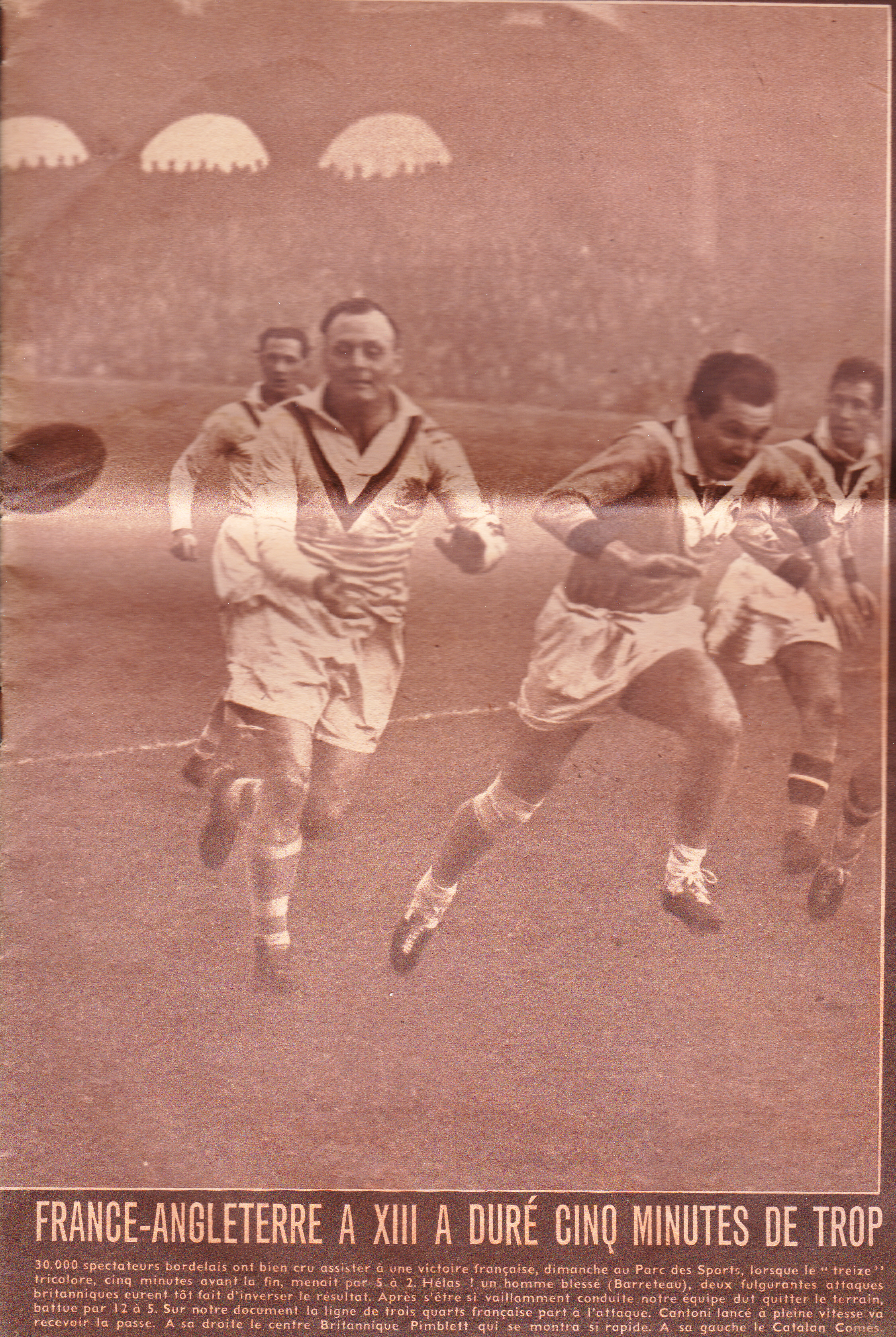
"France-Angleterre à XIII a duré cinq minutes de trop" Miroir print" n°130 29 novembre 1948

Quelques années après, elle échoue de peu face à la même sélection anglaise devant 30 000 spectateurs au Parc des Sports à Bordeaux le 28 novembre 1948 (12-5), alors qu'elle menait 5-2 à cinq minutes de la fin du match.

### L'âge d'or de la sélection tricolore dans les années 1950 et 1960

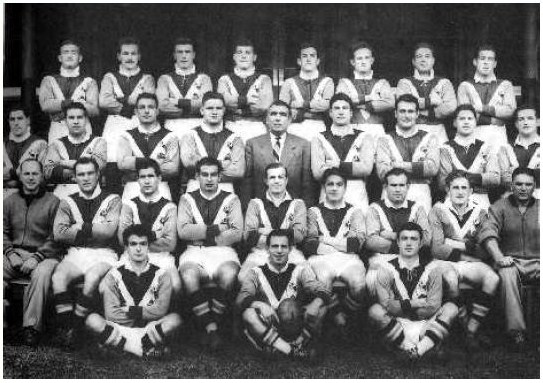
Équipe de France en 1951.

#### Tournée de 1951
La fin des années 1940 et le début des années 1950 coïncide avec l'une des meilleures périodes de la sélection nationale, emmenée par Puig-Aubert, elle remporte à trois reprises la Coupe d'Europe des nations (1949, 1951 et 1952), la France réalise deux tournées en Australie en 1951 et en 1955 couronnées de succès (en 1951, elle disputa 28 matchs pour 21 victoires, 2 nuls et 5 défaites lors de leur tournée de trois mois).

#### Coupe du monde 1954
Également, la France est l'initiatrice de la coupe du monde de rugby à XIII, en cette qualité, elle organise donc la première édition de 1954 où elle parvient en finale, battue par la Grande-Bretagne 16-12 au Parc des Princes.

#### Coupe du monde 1968
Elle ré-édite cette performance en atteignant la finale de la coupe du monde 1968, battue cette fois-ci par l'Australie 20-2.

### Net recul des années 1970 à 1990

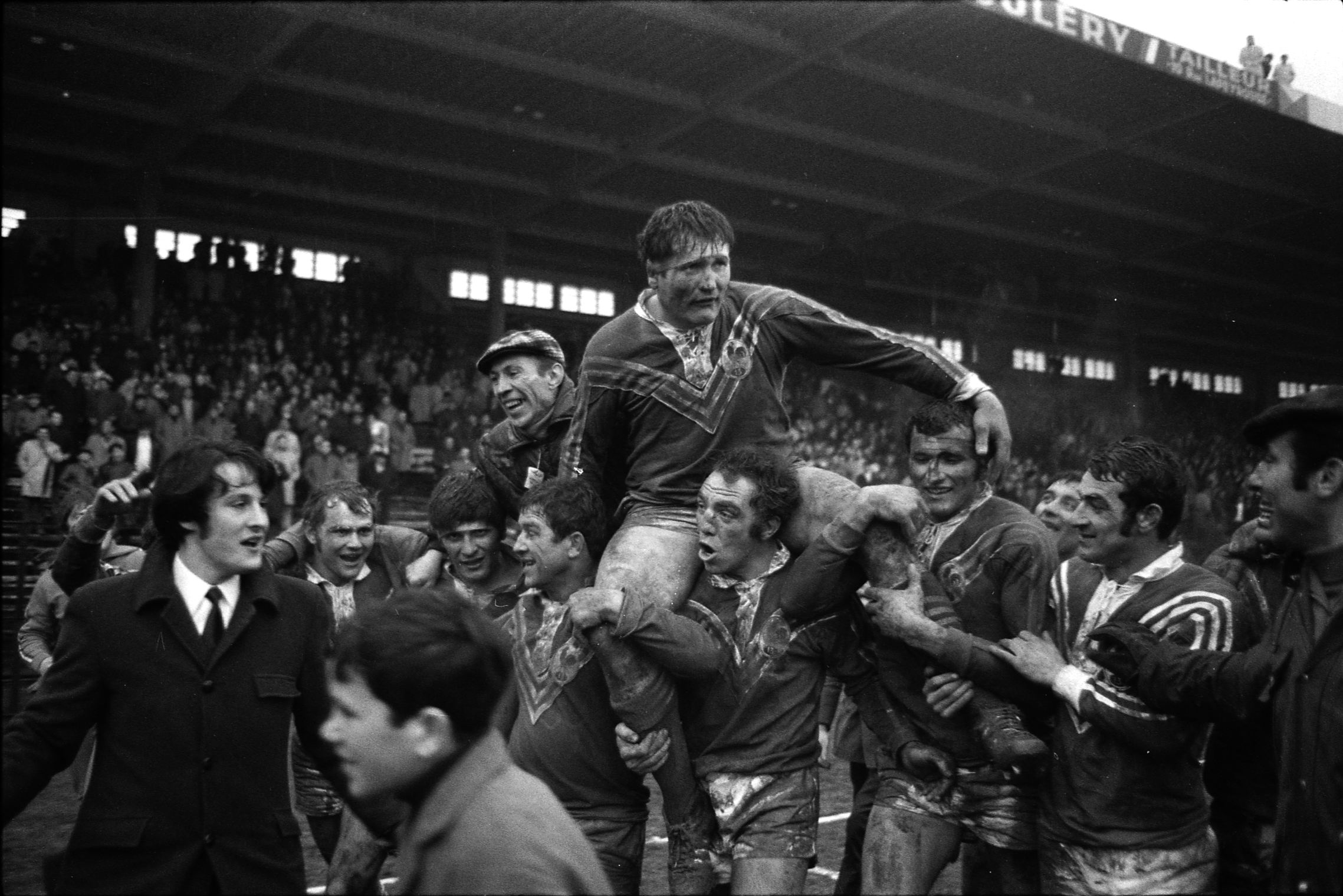
Le joueur français, Georges Ailleres, porté en triomphe à la suite d'une victoire sur l'Angleterre en 1970.

À partir des années 1970 jusqu'au début des années 2000, la France ne parviendra pas à remporter une quelconque compétition, ni même ses matchs-tests (la dernière tournée remportée fut face à l'Australie en 1978), bien que la sélection dispute toutes les éditions de la coupe du monde. La sélection passe au second plan et ne parvient pas à rebondir, seule demeure une victoire en Coupe d'Europe en 1981.
Au début des années 1990, la France crée cependant une surprise en battant la Grande-Bretagne 25-18 et s'impose à deux reprises contre la Papouasie-Nouvelle-Guinée en coupe du monde 1989-1992. Elle bat également l'Union soviétique (26-6) lors de leur premier test-match.
En 1995, la France connaît une grosse désillusion lors de la coupe du monde 1995 en étant battue à deux reprises lors de ses deux matchs, 6-28 contre le Pays de Galles puis 10-56 contre les Samoa.

### Nouvel élan des années 2000

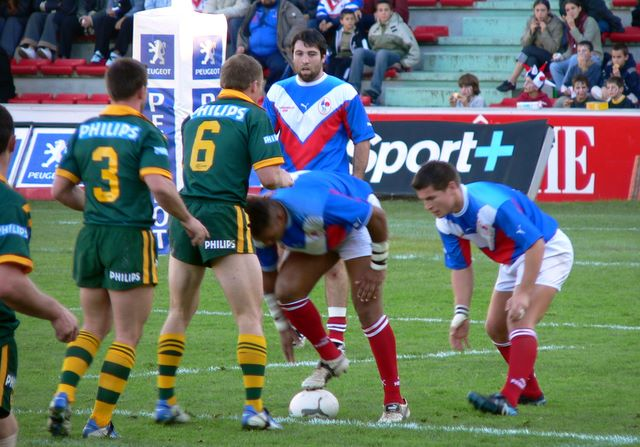
La France opposée à l'Australie.

Lors de la coupe du monde 2000, la France connaît une entame désastreuse avec une défaite inaugurale contre la Papouasie (20-23) avant de remporter ses deux autres matchs de poule contre les Tonga (28-8) et l'Afrique du Sud (56-6). Qualifiée en quarts-de-finale, elle est battue par le futur finaliste la Nouvelle-Zélande (6-54).
Ensuite le Liban les bat à trois reprises en finale de la Coupe de la Méditerranée (2002, 2003 et 2004) avant que la France remporte enfin son premier titre continental depuis 1981 en remportant la Coupe d'Europe en 2005. Ce succès leur permet de participer à la future coupe du monde 2008 qui se déroule en Australie.

#### Coupe du monde 2008

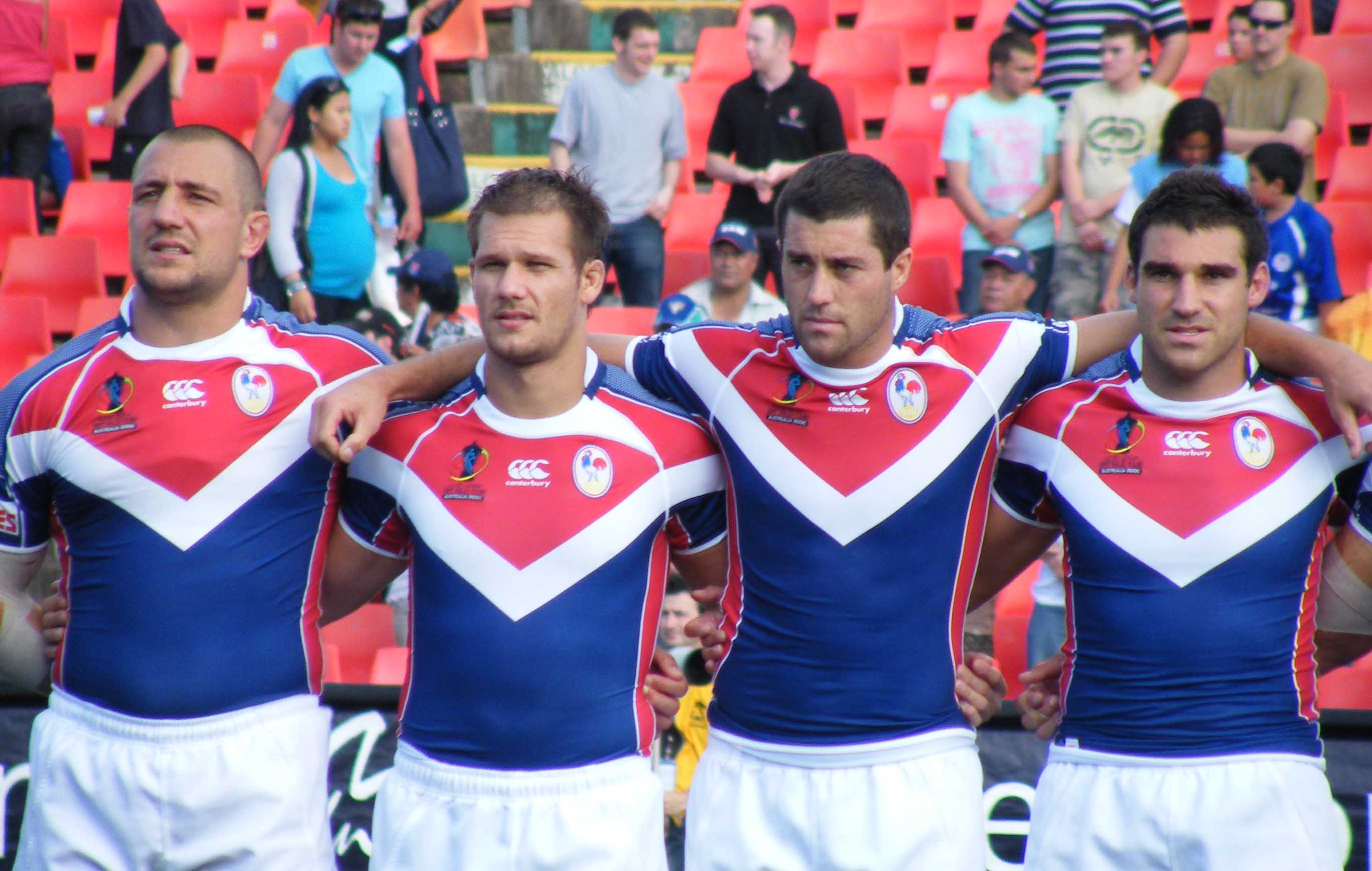
Équipe de France avant la rencontre contre les Samoa.

La sélection s'appuie en 2008 sur le club des Dragons Catalans qui depuis 2006 participe à la prestigieuse Super League où après avoir atteint la finale de la Challenge Cup en 2007, il a terminé à la troisième place de la saison régulière en 2008. Les Dragons fournissent quasiment la moitié de l'effectif des Tricolores qualifié à la coupe du monde, parallèlement la Ligue Élite de Rugby a mis en place un championnat semi-professionnel dans les années 2000, permettant de rehausser le niveau du championnat national dont la quasi-totalité des clubs de l'Élite est située dans le sud.
Le 23 septembre, John Monie (sélectionneur) annonce les 23 joueurs retenus pour participer à la compétition. Pour préparer ladite compétition, un stage à Tignes dans les Alpes est organisé début octobre à l'instar des sélections nationales de football et de rugby à XV avant que toute l'équipe parte rejoindre l'Australie, près de Brisbane. Le manager du XIII français, Gilles Dumas, annonce clairement avant la compétition que l'objectif de la sélection est une place en demi-finale tout en regrettant le manque d'impact médiatique en France que cela soulève. La victoire contre l'Écosse en match d'ouverture (36-18) laisse augurer une belle compétition, mais la déroute contre les Fidji (6-42) entraîne l'élimination des Bleus bien avant l'objectif affiché. Ils terminent dernier du groupe B et chutent tout aussi lourdement (10-42) contre les Samoa lors du match de classement pour la 10e et dernière place de la compétition.

#### 2009-2011: période Bobbie Goulding
Invitée au Tournoi des Quatre Nations 2009 où la sélection affronte les trois plus grandes équipes mondiales (Nouvelle-Zélande, Australie et Angleterre), la France se dote d'un nouvel entraîneur : l'Anglais Robert Goulding (ancien international britannique) à la place de John Monie.

#### 2013-2015: période Richard Agar

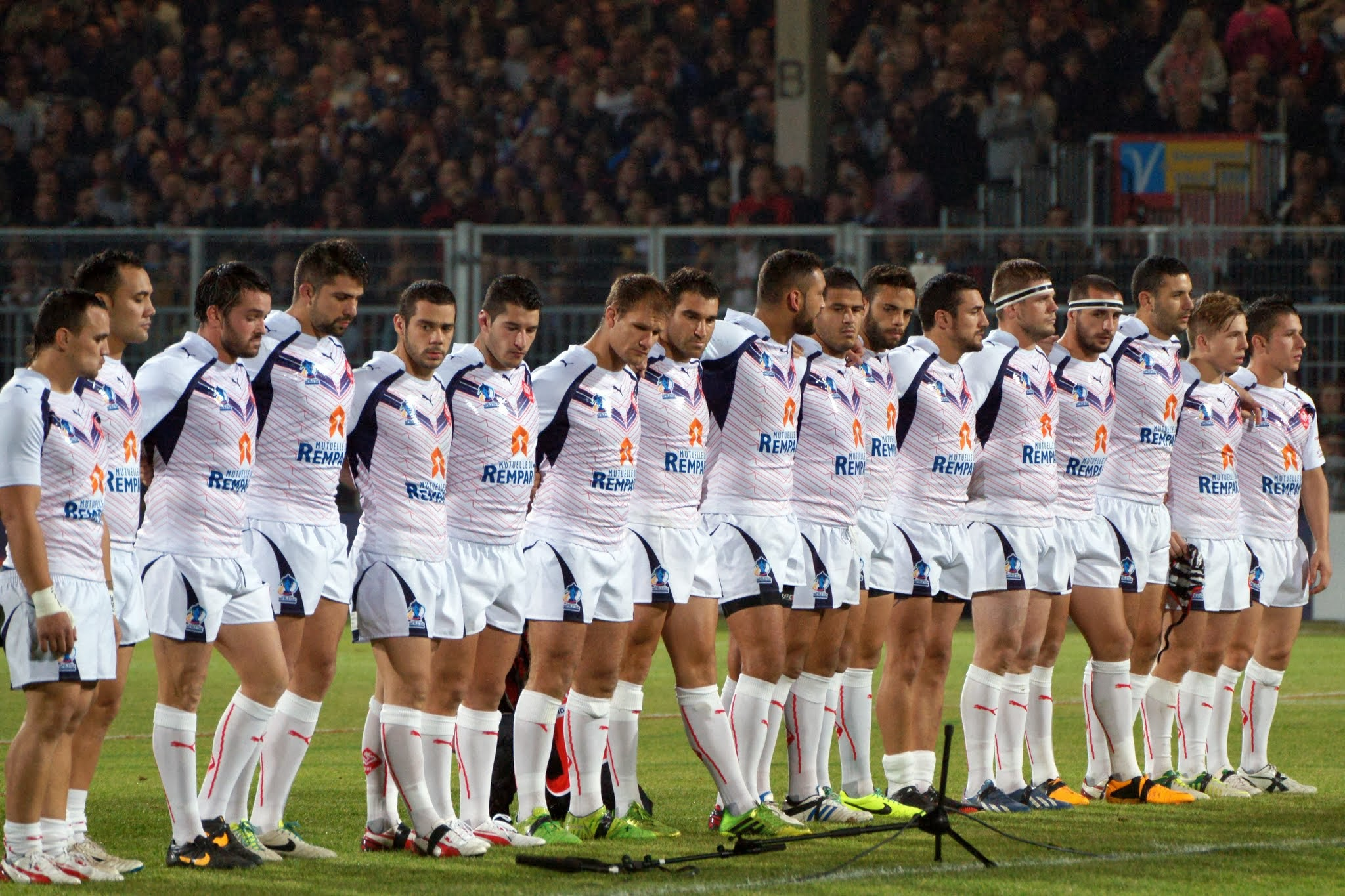
L'équipe de France avant le début du match face à Nouvelle-Zélande à Avignon.

Le 18 février 2013, la fédération française de rugby à XIII officialise à Toulouse la prise de poste de Richard Agar en tant sélectionneur de l'équipe de France en remplacement d'Aurélien Cologni, cumulativement avec son poste d'entraîneur de la franchise de Super League Wakefield. Il s'entoure des adjoints Jérôme Guisset et Thierry Dumaine en vue de la Coupe du monde 2013. À son sujet, le président de la FFR XIII, Carlos Zalduendo, déclare « Richard a été l'entraîneur de Hull ou de Wakefield, il a toujours pris en mains des équipes de bas de tableau et réussi à les amener en haut. Ses qualités techniques ne sont pas à mettre en doute mais ses qualités humaines sont également essentielles. Il était notre premier choix ».
Pour préparer l'évènement, la sélection se réunit une première fois en stage en juin 2013 à Perpignan avec la convocation de quarante joueurs évoluant en Super League et dans le championnat de France suivi de deux autres réunions en juillet et août avant de réunir la sélection à Perpignan début octobre suivi d'un détour par Avignon pour permettre à la sélection de prendre ses marques un mois avant la compétition. En complément, la France affronte dans son unique match de préparation le 18 octobre 2013 les États-Unis à Toulouse, opposition remportée par ces derniers 22-18. La France, par la voix du président de la fédération Zalduendo, a pour objectif d'atteindre les quarts de finale dans un groupe composé de la Nouvelle-Zélande, de la Papouasie-Nouvelle-Guinée et des Samoa.
Richard Agar dévoile la liste des vingt-quatre joueurs avec la présence de seize joueurs des Dragons Catalans retenus pour la Coupe du monde le 24 septembre 2013, cette dernière étant rectifiée à la suite des forfaits de Clément Soubeyras et de Mathias Pala remplacés par Benjamin Garcia et Damien Cardace.
Elle commence la Coupe du monde par une victoire difficilement acquise contre la Papouasie-Nouvelle-Guinée 9-8 grâce notamment à un drop de William Barthau. Lors de son deuxième match, elle affronte le tenant du titre la Nouvelle-Zélande, malgré une affluence record à Avignon avec 17 518 spectateurs, la France ne parvient à inscrire d'essai et est défaite sur le score sévère de 48-0. Enfin, dans son ultime match de poule, qualification déjà acquise pour les quarts de finale, la France défie les Samoa. Après une première mi-temps serré (6-6) face à des Samoans très agressifs, ces derniers prennent l'avantage et gagnent 22-6, réservant à la France le soin d'affronter l'Angleterre en quarts de finale.
En quart-de-finale, la France affronte le pays-hôte l'Angleterre sur le terrain de Wigan. Devant 22 276 spectateurs, la France prend l'avantage en début de match 0-6 grâce à un essai de Vincent Duport et une transformation de Thomas Bosc. Toutefois, après les sorties sur blessure de Duport et de Kane Bentley, la France encaissent des essais venant des ailiers anglais, Josh Charnley et Ryan Hall. L'Angleterre déroule son jeu et s'impose 34-6. Malgré la sévérité du score, le quotidien l'Équipe stipule que « la France sort la tête haute » de la compétition pour ne pas avoir baissé les bras.
En 2014, la France dispute en fin d'année la Coupe d'Europe avec le pays de Galles, l'Écosse et l'Irlande. Le vainqueur de ce tournoi se qualifie pour le Tournoi des Quatre Nations 2016. C'est un groupe remanié et rajeuni qu'Agar décide de convoquer dans l'optique de ces trois matchs où le capitanat est confié à Jason Baitieri (Dragons Catalans). L'objectif de la France est de remporter ce tournoi et de conserver son rang mondial à savoir la quatrième place (derrière l’Angleterre, l’Australie et la Nouvelle-Zélande). Ce tournoi a été une cruelle désillusion pour la France qui débuta la compétition par une défaite en Irlande. Malgré une victoire face aux Gallois à Albi et une victoire en Écosse, la France termina deuxième, laissant la qualification pour le Tournoi des Quatre Nations à l'Écosse.
Au programme de l'année 2015, un Test Match face à l'Angleterre à Leigh et une participation au tournoi européen en compagnie du Pays de Galles, de l'Écosse et de L'Irlande.
Le tournoi européen débuta à Albi par une victoire face à l'Irlande (31-14). Il se poursuivra par une défaite au Pays de Galles et par une victoire face à l'Écosse en Avignon (32-18). Le Pays de Galles remporta cette édition.
Mais le fait marquant de cette saison internationale fut la déroute subie par la France face à l'Angleterre. Avec une équipe rajeunie les bleus récoltèrent une correction (84-4) et la plus grosse défaite de l'histoire de la sélection nationale[réf. nécessaire].

#### 2016-2020: période Aurélien Cologni

##### Un échec relatif en Coupe du monde
En septembre 2016, Aurélien Cologni, alors entraîneur de Lézignan, retrouve le poste de sélectionneur à la suite d'un appel à candidature de la fédération française en remplacement d'Agar non conservé dans l'optique de la préparation à la Coupe du monde 2017 à laquelle la sélection française est qualifiée en tant que quart-de-finaliste de l'édition 2013. Cologni est désigné à la suite d'une décision du comité directeur de la FFR. Il retrouve donc un poste qu'il a occupé un an en 2012 avant que la fédération alors dirigée par Charles Zalduendo l'écarte au profit d'Agar. La volonté affichée de l'actuelle présidence de Palanques est d'avoir un sélectionneur français.
En cette fin d'année 2016, la France ne dispute qu'une rencontre contre l'Angleterre et s'incline 6-40 à Avignon, score plus clément que le 4-84 de l'année précédente, mais révèle les insuffisances de la sélection française face à une équipe qui compte de nombreux joueurs en National Rugby League (sept étaient présents dans l'équipe anglaise), et montre à la sélection française le chemin à parcourir dans l'optique d'être performant à la Coupe du monde.
En 2017, la France bat la Jamaïque en match de préparation de la Coupe du monde 34-12 à Perpignan avant de s'envoler pour l'Australie. Aurélien Cologni décide de rajeunir l'équipe pour un nouveau cycle en s'appuyant sur des joueurs réguliers de Super League comme Théo Fages (23 ans) qu'il nomme capitaine, Benjamin Jullien (22 ans) ou Fouad Yaha (21 ans). Son premier match en Coupe du monde contre le Liban est décisif pour une qualification en quarts de finale. Ce dernier s'appuie sur des valeurs sûrs de National Rugby League composés de joueurs australiens d'origine libanaise tel Mitchell Moses ou Robbie Farah. Le Liban, malgré des approximations, remporte cette rencontre 29-18 et complique l'objectif de l'équipe de France. Au second match, l'Australie bat logiquement la France 52-6 (essai de Mark Kheirallah côté français). Au dernier match de poule, la France affronte l'Angleterre. L'entame du match est ratée par l'équipe de France qui est rapidement menée 16-0 après dix minutes de jeu, le score final est de 36-6 éliminant ainsi la France dès le premier tour à la suite de ses trois défaites. Un résultat négatif toutefois à nuancer dans la mesure où elle était dans une poule particulièrement relevée comprenant les futurs finalistes de l'épreuve (l'Australie championne et l'Angleterre, vice-championne).

##### Un automne 2018 riche de matchs-référence pour espérer retrouver l'élite mondiale?
L'automne 2018 donne l’occasion au XIII de France de «  se raccrocher à la  locomotive  » de l'élite internationale. En effet, pour la première fois de son histoire, La France va devoir disputer des matchs de qualification pour la Coupe du monde qui aura lieu en Angleterre en 2021. Elle devra pour cela rencontrer les équipes des Îles britanniques à l'exclusion de l'Angleterre, déjà qualifiée. Pour choisir ses joueurs , Aurélien Cologni se base notamment sur le match des « Provinces d'Origine » qui oppose les joueurs français  de l'Ouest contre ceux de l'Est au mois de septembre.  Puis, la France dispute un test-match contre la Serbie le 7 octobre, qu'elle domine largement (54-02) à Belgrade.

##### 2021: arrivée de Laurent Frayssinous
En février 2021, le nouveau président de la Fédération française de rugby à XIII Luc Lacoste a décidé de mener un audit auprès de l'équipe de France. À la suite de cela, il prend la décision de se séparer d'Aurélien Cologni et de nommer l'ancien entraîneur des Dragons Catalans Laurent Frayssinous en février 2021. Sa nomination est confirmée officiellement le 22 février 2021.

## Histoire du maillot de l'équipe de France et symboles
Le lecteur pourra lui-même constater, en parcourant la page et les photographies, qu'au cours de l'histoire,  le maillot de l'équipe de France a toujours comporté au moins le coq, qui représente les équipes nationales sportives françaises : soit de manière explicite, soit de manière plus « stylisée » .
Le « scapulaire », caractéristique des maillots de rugby à XIII, a souvent été intégré sur les maillots du XIII de France, faite exception pour le maillot porté par le XIII de France entre 1982 et 1988, qui avait un bandeau horizontal rouge et blanc.
Notons que le maillot de l'équipe de France n'a pas échappé à la tendance des maillots treizistes d'abandonner rapidement  le coton (qui présente l'inconvénient de s'alourdir lorsque le joueur transpire ou lorsqu'il pleut ) pour adopter rapidement le synthétique. Les équipementiers se sont également succédé au gré des années et des compétitions : Puma, Canterbury, Erreà.
Le coq français sur le maillot français a également inspiré une équipe australienne de rugby à XIII,  Les Eastern Suburbs : ceux-ci  n'avaient pas d'emblème tout au long de la première moitié du XXe siècle. En 1967, le club crée son premier logo avec la motion « Easts to Win » après une saison 1966 où il n'avait remporté aucun match. Un coq apparaît alors sur les maillots, ce choix du coq étant une référence au maillot de l'équipe de France qui a pour mascotte un coq. Ce club devint dans les années 2000 un club au palmarès impressionnant dans le rugby à XIII australien, les Sydney Roosters.  

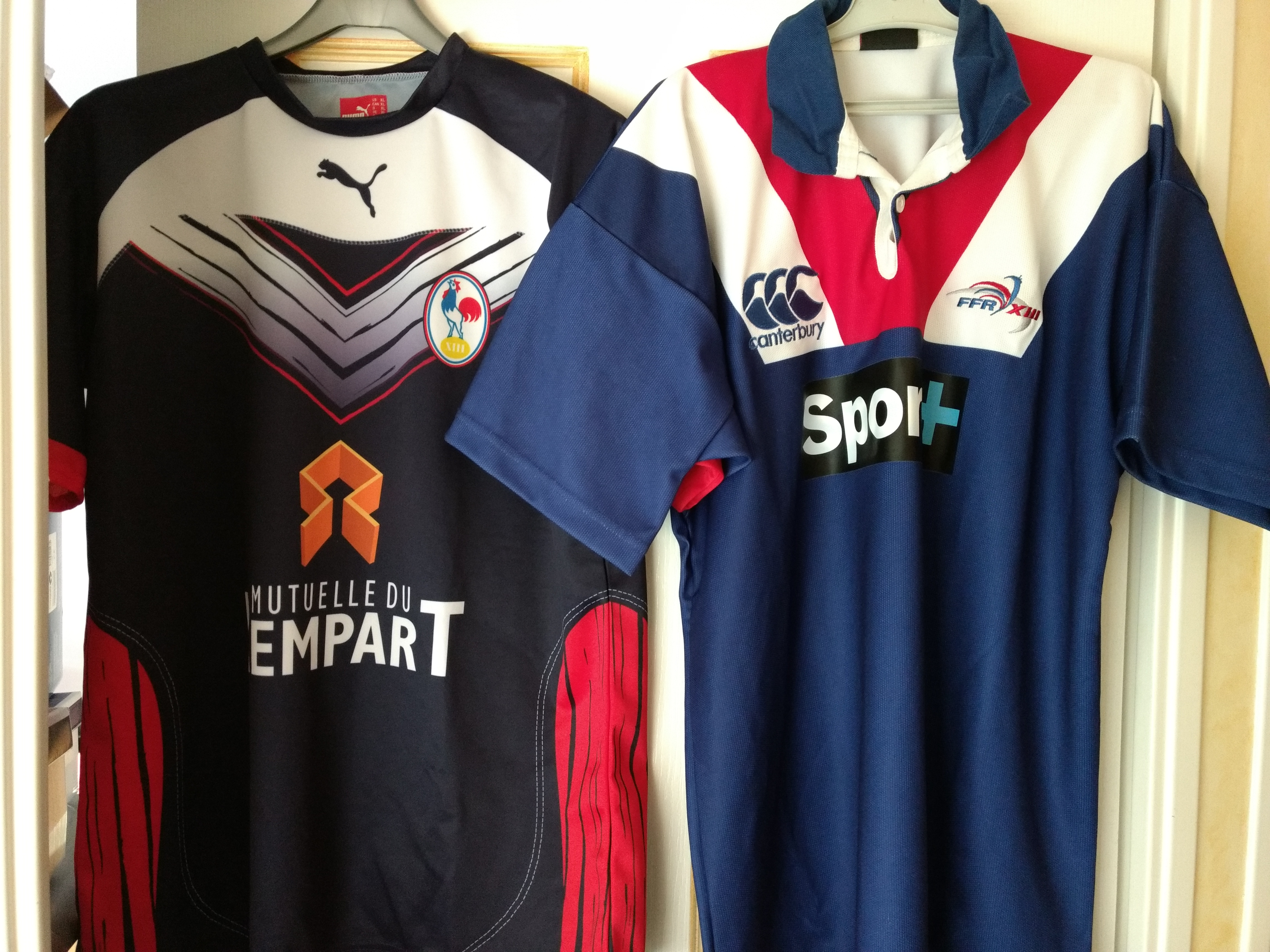
Maillots des années 2000-2010 comportant tous les éléments constants du maillot du XIII de France : « scapulaire », coq (traditionnel ou stylisé), sponsors

Autre tendance , les maillots des équipes nationales treizistes, et cela bien avant ceux de leurs homologues quinzistes, présentent des sponsors.

## Composition et préparation du XIII de France

### Effectif actuel de l'équipe de France
Les joueurs présents ci-dessous sont les vingt-et-un joueurs sélectionnés pour les qualifications pour la Coupe du monde de rugby à XIII 2026.

### Entraîneurs
| Période    | Nom                          |
| 1934-1938  | Jean Galia                   |
| 1951-1954  | Robert Samatan               |
| 1954-1964  | René Duffort Jean Duhau      |
| 1964-1972  | Jep Lacoste                  |
| 1972-??    | Antoine Jimenez              |
| 1977-1978  | Yves Bégou                   |
| 1978-1981, | Roger Garrigue Louis Bonnery |
| 1982-1983  | Michel Maïque                |
| 1985-1985  | Raymond Gruppi               |
| 1985-1987, | Tas Baitieri Guy Vigouroux   |
| 1985-1987  | Jean Panno                   |
| 1987-1991  | Jacques Jorda                |
| 1991       | Michel Mazaré                |
| 1991-1994  | Jean-Christophe Vergeynst    |
| 1994-1997  | Ivan Grésèque                |
| 1997-1997  | John Kear                    |
| 1999-2004  | Gilles Dumas                 |
| 2004-2005  | Mick Aldous                  |
| 2005-2009  | John Monie                   |
| 2009-2011  | Bobbie Goulding              |
| 2012-2013  | Aurélien Cologni             |
| 2013-2016  | Richard Agar                 |
| 2016-2021  | Aurélien Cologni             |
| 2021-      | Laurent Frayssinous          |

## Les matchs du XIII de France

### Les stades

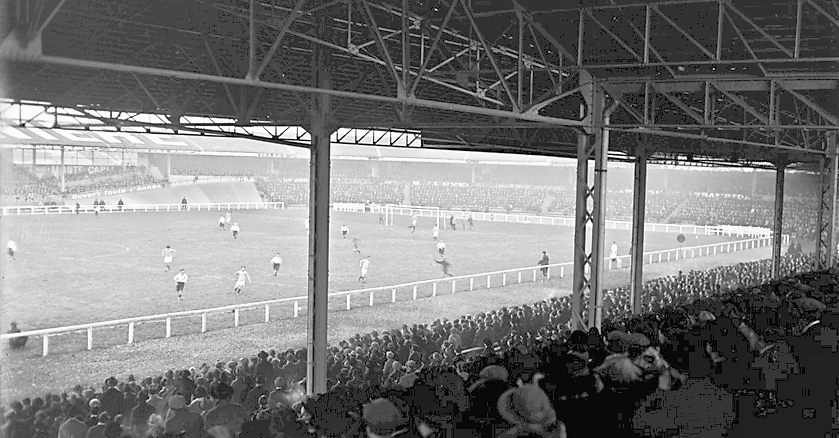
Le Stade Buffalo accueille le premier match de l'histoire de l'équipe de France le 15 avril 1934.

Le stade qui a accueilli le premier match officiel de l'équipe de France le Stade Buffalo, aujourd'hui démoli, à Montrouge le 15 avril 1934 contre l'Angleterre. Ce stade est régulièrement utilisé lorsque l'équipe de France se produit à Paris. Dans les années 1930, l'équipe de France s'est également produite à Bordeaux (Stade municipal), Lyon et Marseille.
Au sortir de la guerre, Bordeaux devient l'un des lieux privilégiés de l'équipe de France devant Marseille et Paris puis de Lyon.
Depuis lors, la Fédération française est confrontée à un dilemme: faire jouer la sélection nationale à Paris c'est la faire jouer près des médias nationaux, la faire jouer en régions c'est la faire jouer près des bases de son sport. Force est de constater qu'elle a souvent tranché en faveur des régions réputées treizistes pour assurer des « chambrées » convenables .
Le dernier match officiel, joué dans la capitale, date du Four Nations 2009, au cours duquel la France rencontra l'Australie, au stade Charlety. 
L'équipe de France n'a donc pas de stade attitré, et a tendance à disputer ses matches en province à Perpignan au stade Gilbert Brutus , à Carcassonne au Stade Albert Domec, à Toulouse au Stadium, voire plus récemment au stade Saint Ruf d'Avignon. Avignon semblant être une destination qui a tendance à être de plus en plus retenue; ainsi en 2004, la France reçut l’Angleterre dans le cadre de la Coupe d'Europe des nations de Rugby à XIII de 2004 au Parc des Sports d'Avignon.

### Palmarès
| Coupe du monde                                    | Coupe d'Europe | Trophées divers                                                   |
| ------------------------------------------------- | --- | ----------------------------------------------------------------- |
| - Coupe du monde (0) - Finaliste en 1954 et 1968. | - Coupe d'Europe des nations (8) - Vainqueur en 1939, 1949, 1951, 1952, 1977, 1981, 2005 et 2018. - Finaliste en 1935,1946, 1948, 1956, 1970, 1979, 1980, 2003, 2010,2014 et 2015. | - Coupe de la Méditerranée (0) - Finaliste en 2002, 2003 et 2004. |

#### Parcours en Coupe du monde
| Année | Position  |         | Année           | Position |                 | Année | Position |
| 1954  | Finaliste | 1975    | Cinquième       | 2008     | Dixième         |       |          |
| 1957  | Quatrième | 1977    | Quatrième       | 2013     | Quart-de-finale |       |          |
| 1960  | Quatrième | 1985-88 | Cinquième       | 2017     | 1er tour        |       |          |
| 1968  | Finaliste | 1989-92 | Quatrième       | 2021     | 1er tour        |       |          |
| 1970  | Troisième | 1995    | 1er tour        |          |                 |       |          |
| 1972  | Troisième | 2000    | Quart-de-finale |          |                 |       |          |

## Autres équipes de France

### Équipe de France universitaire
La France possède une équipe de France universitaire qui est généralement d'un niveau comparable à celui de son homologue britannique et qui est capable de la battre régulièrement. On note ainsi que sur une période allant de 1973 à 1983, l'équipe de France a même battu l'équipe de Grande-Bretagne dix fois sur onze rencontres disputées.   
Le mouvement universitaire est notamment le fait de deux hommes : Raymond Revert et Régis Osmont. 

### Équipe de France des moins de 19 ans (U19)
Cette équipe remporte l' « Euro  » en 2018 en battant l'Angleterre sur le score de 26 à 24 (10-10 à la mi-temps) , en finale à Belgrade, en Serbie,.
À l'automne 2019, elle entame une tournée en Nouvelle-Zélande. Au mois d'octobre, l'équipe de France bat la sélection de Waikata (28-18)  et celle de Canterbury 32 à 28. Elle concède une défaite (26-44) face à la sélection des New Zealand Residents mais la presse s'accorde à qualifier de « déjà réussie » l'aventure des jeunes treizistes. Et cela malgré le dernier match qui se soldera par une défaite 26-38 face à une sélection d'Auckland.

### Équipe de France des moins de 16 ans (U16)
La même année que leurs ainés moins de 19 ans, les moins de 16 ans remportent également l'Euro face à l'Angleterre, et cela malgré l'absence de joueurs clefs comme Arthur Nunez. 

## Médiatisation
En France, du fait de l'implantation régionale du sport, la couverture du sport apparait essentiellement régionale, le sport étant également en situation de sous-médiatisation. 
Lorsque le rugby à XIII est couvert par la presse nationale,  sportive ou non, c'est généralement lorsque l’Équipe de France joue, et les articles sont très succincts si on les compare aux articles relatant les mêmes évènements dans les médias anglophones. Cette situation de sous-médiatisation, plutôt que de confidentialité amène, à ce que la FFR XIII joue à la fois le rôle d'institution et de média et diffuse ses propres informations sur le XIII de France. Situation corrigée partiellement fin des années 2010 par quelques médias « quinzistes » ( Midi Olympique, principalement, rugbyrama de manière plus timide) qui publient de plus en plus de contenu. 
Le service public télévisuel français est en situation de quasi-carence, car il ne diffuse que quelques matchs, sur la base d'une fréquence irrégulière, laissant même les grands évènements de la discipline (comme pour la coupe du monde en 2017 ) aux chaines privées payantes. La popularisation de l'internet fin des années 1990, change un peu la « donne  » puisqu'elle a permis de contourner le traitement habituel par les médias français, en s'adressant directement au grand public. De nombreux sites sont apparus et cela dès la fin des années 1990. Le streaming légal permet ainsi à la fédération française de diffuser plus d'images, d'interviews de joueurs qui sont plus facilement accessibles au grand public. Un site internet privé, Treize Mondial, permet cependant de suivre l'actualité de l'équipe au jour le jour, cela depuis la fin des années 2010.

## Joueurs emblématiques
Joueurs français étant au Rugby League Hall of Fame :
| - Puig-Aubert - Gaston Calixte - Raymond Contrastin - Jean Dop - Jean Galia | - Louis Mazon - Max Rousié - André Savonne - Maurice Voron |

Joueurs français ayant été capitaine de l'équipe lors d'une Coupe du monde :
| - Puig-Aubert (1954) - Jacques Merquey (1957) - Jean Barthe (1960) - Georges Ailleres (1968) - Jean-Pierre Clar (1970) - Francis de Nadaï (1972 et 1975) - José Calle (1977) | - Guy Laforgue, Marc Palanques & Hugues Ratier (1988) - Gilles Dumas, Hugues Ratier & Patrick Entat (1992) - Fabien Devecchi (2000) - Jérôme Guisset (2008) - Olivier Elima (2013) - Théo Fages (2017) - Benjamin Garcia (2021) |

### Statistiques concernant les joueurs

#### Record de sélections
Le record de sélections dans le XIII de France est détenu conjointement par Gilbert Benausse et Puig-Aubert.
| Rang | Joueur             | Activité  | Nombre de sélections |
| ---- | ------------------ | --------- | -------------------- |
| 1    | Gilbert Benausse   | 1951-1964 | 46                   |
| -    | Puig-Aubert        | 1946-1956 | 46                   |
| 3    | Claude Mantoulan   | 1959-1970 | 45                   |
| 4    | Laurent Carrasco   | 1998-2008 | 39                   |
| -    | Jean-Marc Garcia   | 1991-2000 | 39                   |
| 6    | Gabriel Berthomieu | 1946-1957 | 38                   |
| -    | Jacques Merquey    | 1951-1960 | 38                   |
| 8    | Pascal Jampy       | 1993-2003 | 37                   |
| -    | Claude Sirvent     | 1991-2004 | 37                   |
| 10   | Patrick Entat      | 1986-1996 | 36                   |

Les capes ne sont accordées que pour des rencontres internationales ; dans le cadre d'une tournée, ainsi seuls les test matchs contre la nation hôte de la tournée sont comptabilisées, contrairement aux matchs contre des équipes locales de provinces ou de clubs qui sont considérés comme de simples entraînements.
Les années 1930 et 1950 sont rythmés par la mise en place de compétitions telles que la Coupe d'Europe des nations, puis la mise en place des Tournées dès 1951 aux Antipodes et enfin la création de la Coupe du monde en 1954. Toutefois, la périodicité disparate des compétitions tendent à s'allonger au fil des décennies malgré des tentatives de les restaurer à plusieurs reprises. La Coupe du monde retrouve son rythme de 4 ans qu'à partir de 2008.
Max Rousié détient le record de sélections d'avant guerre avec treize sélections entre 1935 et 1939. Ce record est battu après la guerre par Henri Durand (1938-1949). Les années 1950 consacrent les actuels détenteurs du record de sélections que sont respectivement Puig-Aubert et Gilbert Benausse, devançant par Gabriel Berthomieu et Jacques Merquey. Les années 1960 sont marquées par Claude Mantoulan et Georges Aillères, les années 1970 par Francis de Nadaï et Michel Molinier, les années 1980-1990 par Patrick Entat, Jean-Marc Garcia, Frédéric Teixido et Claude Sirvent, les années 2000 par Sébastien Raguin, Jamal Fakir et Olivier Elima, et enfin les années 2010 par Jason Baitieri, Mickaël Simon, Éloi Pélissier et Tony Gigot.

#### Record de points
| Rang | Joueur              | Activité  | Nombre de Points |
| ---- | ------------------- | --------- | ---------------- |
| 1    | Puig-Aubert         | 1946-1956 | 325              |
| 2    | Maxime Grésèque     | 2003-2011 | 208              |
| 3    | Frédéric Banquet    | 1994-2003 | 177              |
| 4    | Gilbert Benausse    | 1951-1964 | 168              |
| 5    | Thomas Bosc         | 2003-2013 | 138              |
| 6    | Laurent Frayssinous | 1999-2005 | 120              |
| 7    | Pierre Lacaze       | 1959-1967 | 116              |
| 8    | Jean Capdouze       | 1967-1972 | 115              |
| 9    | Gilles Dumas        | 1986-1993 | 111              |
| 10   | Claude Sirvent      | 1991-2004 | 96               |

#### Record d'essais
| Rang | Joueur             | Activité  | Nombre de Essais |
| ---- | ------------------ | --------- | ---------------- |
| 1    | Raymond Contrastin | 1948-1958 | 24               |
| -    | Claude Sirvent     | 1991-2004 | 24               |
| 3    | Jean-Marc Garcia   | 1991-2000 | 23               |
| 4    | Maxime Grésèque    | 2003-2011 | 21               |
| 5    | Gilbert Benausse   | 1951-1964 | 18               |
| 6    | Jacques Merquey    | 1951-1960 | 17               |
| 7    | Frédéric Banquet   | 1994-2003 | 15               |
| 8    | Vincent Cantoni    | 1948-1954 | 13               |
| -    | Joseph Crespo      | 1948-1954 | 13               |
| -    | Fabrice Estebanez  | 2003-2003 | 13               |

## Quelques repères chronologiques
- 15 avril 1934 : Premier match officiel de l'équipe de France. Au Stade Buffalo, l'Angleterre s'impose (32-21) face à la France devant 20 000 spectateurs.
- 1er janvier 1935 : Première victoire officielle de l'équipe de France. À Bordeaux, la France s'impose (18-11) face au pays de Galles
- 25 février 1939 : Première victoire de l'équipe de France contre l'Angleterre à Saint-Helens.
- 16 avril 1939 : Premier titre l'équipe de France qui remporte la Coupe d'Europe.
- 25 janvier 1948 : Première victoire de l'équipe de France contre la Nouvelle-Zélande à Bordeaux.
- 1er juin 1951 : Première victoire de l'équipe de France contre l'Australie à Sydney.
- 22 mai 1952 : Première victoire de l'équipe de France contre la Grande-Bretagne à Paris.
- 13 novembre 1954 : Finale de la Coupe du monde 1954 perdue 12-16 contre l'Angleterre au Parc des Princes à Paris.
- 10 juin 1968 : Finale de la Coupe du monde 1968 perdue 2-20 contre l'Australie au Sydney Cricket Ground à Sydney .
- 1er décembre 1978 : Dernière victoire de l'équipe de France contre l'Australie à Toulouse.
- 23 novembre 1980 : Dernière victoire de l'équipe de France contre la Nouvelle-Zélande à Perpignan.
- 1er juin 1981 : Dernière victoire de l'équipe de France contre l'Angleterre à Leeds.
- 6 avril 1990 : Dernière victoire de l'équipe de France contre la Grande-Bretagne à Leeds.
- 11 novembre 2018 : Dernier titre l'équipe de France qui remporte la Coupe d'Europe.